# Петко Киров
Петко Атанасов (Анастасов) Киров е български революционер, деец на Вътрешната македоно-одринска революционна организация.

## Биография
Роден е в 1861 година в лозенградското българско село Карадере, тогава в Османската империя. Привлечен е в революционната организация в 1900 година от Георги Кондолов и участва в местния революционен комитет. Служи като куриер и укривател на оръжие и къщата му е убежище на районната чета на Георги Кондолов. Участва в Илинденско-Преображенското въстание през лятото на 1903 година с четата на Кондолов и се сражава при Паспалово, където загива войводата.
След разгрома на въстанието, се изтегля в Свободна България и се установява в село Мъглен, Айтоско. През пролетта на 1904 година отново се завръща в Карадере. Предаден от Петко Налбантчето, Киров е заловен и осъден от военния съд в Лозенград на 15 години, които трябва да излежи в Акия. След 25 дена в затвора в Лозенград обаче е освободен, поради дадената амнистия. След Междусъюзническата война, бяга в България. Установява се в Мъглен, а след това в село Ръжица, Айтоско.
На 13 април 1943 година, като жител на Ръжица, Айтоско, подава молба за българска народна пенсия. Молбата е одобрена и пенсията е отпусната от Министерския съвет на Царство България.